# Puy des Chaires
Le puy des Chaires est un sommet du Massif central situé dans le département de la Creuse dont il est le point culminant avec 936 mètres d'altitude.

## Géographie
C'est un sommet boisé situé au cœur de la forêt de Châteauvert, au sud du plateau de La Courtine et à l'extrémité septentrionale du massif des Agriers, non loin de la limite avec le département de la Corrèze. Il est partagé entre les communes de Saint-Martial-le-Vieux et Saint-Oradoux-de-Chirouze.